# Kematen in Tirol
Kematen in Tirol je obec v Rakousku ve spolkové zemi Tyrolsko v okrese Innsbruck-venkov. V obci žije přibližně 3 000 obyvatel.

## Poloha
Obec se nachází v údolí řeky Inn, při ústí řeky Melach (z údolí Sellrain) do Innu. Území obce leží převážně na náplavovém kuželu řeky Melach jižně od řeky Inn. Obě řeky Inn a Melach tvoří severní a západní hranici obce. Zde leží geografická (méně kulturní) hranice mezi údolím Oberinntal a údolím Unterinntal.
Ve čtvrti Afling, která leží poněkud stranou na východ od hlavní obce, se téměř zachoval stará stavební zástavba.
Obec má rozlohu 6,99 km². Z toho 57 % tvoří zemědělská půda, 20 % lesy a 6 % zahrady.

### Složení obce
Na katastrálním území obce Kematen jsou tyto obce (v závorce je uveden počet obyvatel k 1. lednu 2022):
- Afling (105)
- Kematen in Tyrol (2896)

### Sousední obce
Obec sousedí s obcí Zirl na severu, Völs na východu, Birgitz na jihovýchodu, Axams na jihu, Grinzens na jihozápadě a Unterperfuss na západě.

## Historie
Název místa Kematen pravděpodobně pochází z latinského Caminata, což znamená vyhřívaná komora. Původně byl Kematen zemědělskou obcí. Tuto dobu připomínají dvě sýpky, tzv. Kornkästen ze 14. století,ve kterých se skladoval desátek. Původně jich bylo devět. Jedna z těchto historických sýpek je nyní využívána jako výstavní místnost.
První písemná zmínka o vesnici je v listinách kolem roku 1143 jako Kemenatin v záznamech Dießenského opatství, které založila hrabata Dießen-Andechs. Také opatství Wilten mělo v Kematenu majetek.
Podle žertovného výkladu prý název místa Kematen vznikl podle výroku Maxmiliána I., který se ztratil v nedalekém Martinswandu a doufal, že bude zachráněn: "Wenn sie decht nur kematen" (Kdyby tak přišli).
V Kematenu není s výjimkou sklepní klenby starého Widumu žádná stavba starší než 300 let, protože v roce 1703 Bavoři vyhnaní z Innsbrucku v průběhu války o španělské dědictví vyplenili a vydrancovali okolí Kematenu a Zirlu.
V období nacismu bylo v Kematenu zaměstnáno až 2 000 nuceně nasazených dělníků, většinou pro společnost Messerschmitt GmbH pod vedením člena SA a nacisty Waltera Waizera, který byl v roce 1947 odsouzen za velezradu.

## Znak
Blason: Červeně a stříbrně dělený štít, v němž jsou ve smíšených barvách zobrazeny dva proti sobě obrácené a směrem ven zahnuté beraní rohy.
Znak obce byl udělen tyrolskou zemskou vládou v roce 1971. Původně se jedná o erb pánů z Liebenbergu, kteří ve středověku drželi panství Burghof v Kematenu.